# Cegonha-de-barriga-branca
Ciconia abdimii, conhecida como cegonha-de-barriga-branca é uma ave da família Ciconiidae. São aves migratórias que voam para norte aproveitando as chuvas de Primavera. Voam sempre em grupo com o mínimo de 10 cegonhas e por vezes chegando aos milhares. Têm uma esperança média de vida de 20 anos e sua maturidade é aos 4-5 anos.

## Descrição
A cegonha-de-barriga-branca é uma ave de porte médio com cerca de 80 centímetros e com peso de aproximadamente 1.3 quilos. Tem o corpo todo preto excepto a parte do peito que é branco que se alonga até às bordas superiores das asas. A parte da cabeça é azul com uma mancha vermelha perto dos olhos. Tem um bico longo de cor rosa-cinza e as patas são compridas e são vermelhas ou rosa.

## Criação
A fêmea coloca entre 2 a 3 ovos por ninhada. Fazem ninhos grandes nas árvores, em penhascos e até em cima dos telhados das casas de aldeias. Esses mesmos ninhos são usados de ano a ano mas não necessariamente pelo mesmo par de cegonhas. Os pais alternadamente incubam e alimentam os filhotes após chocarem .

## Estado
Esta ave está livre de perigo da mão humana ou de perda de habitat apesar de algumas pessoas caçarem esta ave. Muitos até gostam desta ave por haver uma crença que as mesmas trazem as chuvas para terras secas.

## Alimentação
A fonte alimentação desta ave são insetos como gafanhotos ou grilos, ratos, escorpiões, lagartos, sapos, pequenos peixes e por vezes pequenas aves. Caçam normalmente em bando quando há um grande enxame de gafanhotos.

## Habitat
Estas aves vivem no leste do continente africano desde a Etiópia até a África do Sul. Encontram-se em pastos, bosques, savanas ou campos abertos e normalmente perto da água.